# جاسوانت سینگ
جاسوانت سینگ (انگلیسی: Jaswant Singh; زاده ۳ ژانویهٔ ۱۹۳۸ – درگذشته ۲۷ سپتامبر ۲۰۲۰) سیاستمدار اهل هند بود.
جاسوانت سینگ در ۲۷ سپتامبر ۲۰۲۰، در سن ۸۲ سالگی درگذشت.